# Eurymesosa multinigromaculata
Eurymesosa multinigromaculata là một loài bọ cánh cứng trong họ Cerambycidae.